# Podnoszenie ciężarów na Letnich Igrzyskach Olimpijskich 1956 – waga lekkociężka mężczyzn
Rywalizacja w wadze do 82,5 kg mężczyzn w podnoszeniu ciężarów na Letnich Igrzyskach Olimpijskich 1956 odbyła się 26 listopada 1956 roku w hali Royal Exhibition Building. W rywalizacji wystartowało 10 zawodników z 9 krajów. Tytułu sprzed czterech lat nie obronił Trofim Łomakin z ZSRR, który tym razem nie startował. Nowym mistrzem olimpijskim został Tommy Kono z USA, drugie miejsce zajął Vasilijs Stepanovs z ZSRR, a brązowy medal wywalczył kolejny reprezentant USA – Jim George.

## Wyniki
| Pozycja | Zawodnik            | Reprezentacja     | Waga | Wyciskanie | Wyciskanie | Wyciskanie | Rwanie | Rwanie | Rwanie | Podrzut | Podrzut | Podrzut | Wynik |
| Pozycja | Zawodnik            | Reprezentacja     | Waga | 1          | 2          | 3          | 1      | 2      | 3      | 1       | 2       | 3       | Wynik |
| ------- | ------------------- | ----------------- | ---- | ---------- | ---------- | ---------- | ------ | ------ | ------ | ------- | ------- | ------- | ----- |
| 1. !    | Tommy Kono          | Stany Zjednoczone | 80,9 | 135,0      | 140,0      | 142,5      | 125,0  | 130,0  | 132,5  | 160,0   | 167,5   | 175,0   | 447,5 |
| 2. !    | Vasilijs Stepanovs  | ZSRR              | 82,2 | 130,0      | 135,0      | 137,5      | 130,0  | 135,0  | 135,0  | 157,5   | 162,5   | 162,5   | 427,5 |
| 3. !    | Jim George          | Stany Zjednoczone | 81,3 | 120.0      | 125.0      | 125.0      | 125,0  | 130,0  | 135,0  | 160,0   | 167,5   | 167,5   | 417,5 |
| 4       | Dżalal Mansuri      | Iran              | 82,5 | 125,0      | 130,0      | 132,5      | 117,5  | 122,5  | 122,5  | 155,0   | 160,0   | 162,5   | 417,5 |
| 5       | Phil Caira          | Wielka Brytania   | 81,5 | 122,5      | 127,5      | 132,5      | 112,5  | 117,5  | 122,5  | 145,0   | 150,0   | 155,0   | 405,0 |
| 6       | Václav Pšenička     | Czechosłowacja    | 82,1 | 120,0      | 125,0      | 127,5      | 112,5  | 117,5  | 120,0  | 150,0   | 155,0   | 160,0   | 400,0 |
| 7       | Marcel Paterni      | Francja           | 81,7 | 125,0      | 130,0      | 132,5      | 110,0  | 115,0  | 117,5  | 140,0   | 145,0   | 147.5   | 395,0 |
| 8       | John Stanley Powell | Australia         | 81,8 | 110,0      | 115,0      | 120,0      | 107,5  | 112,5  | 117,5  | 145,0   | 145,0   | 155,0   | 382,5 |
| 9       | Willy Claes         | Belgia            | 80,5 | 107,5      | 112,5      | 112,5      | 107,5  | 112,5  | 115,0  | 137,5   | 137,5   | 145,0   | 357,5 |
| 10      | Muhammad Iqbal Butt | Pakistan          | 82,5 | 100,0      | 105,0      | 105.0      | 95,0   | 100,0  | 102,5  | 130,0   | 135,0   | 135,0   | 337,5 |